# 黃振 (明朝)
周振（14世紀—15世紀），原名黃振，字道興，江西九江府德安縣人，明朝政治人物。

## 生平
黃振是永樂十二年（1414年）舉人，次年（1415年）聯捷進士，獲授浙江道監察御史，巡按治河南、山東、四川、福建和直隸太平諸府，有澄清各地吏治的決心，伺察後得知民間隱情，懲治貪官不會手軟。九年後（1424年）秩滿，陞任廣東僉事，多次上言民情風化，獲賜璽書褒獎，致仕而歸，死後入祀鄉賢祠。